# Bernardo O'Higgins
Bernardo O'Higgins (20. august 1778 – 24. oktober 1842) var en chilensk revolutionær leder og statsmand og statsoverhovede fra 1817 til 1823. Han var leder for de chilenske væbnede styrker som besejrede spanierne i 1817, og erklærede uafhængighed året efter.